# 吴西
吴西（1900年—2005年），男，壮族，广西扶南人，中国人民解放军少将。

## 生平
1930年，吴西加入中国工农红军，任红八军连政治指导员，红七军连党代表，红三军团第六师政治部敌工科科长，红二十八军政治部宣传科科长，参加龙州起义。参加了长征。抗日战争期间，担任八路军120师358旅政治部组织科科长，宣传科科长，冀中军区第二军分区政治委员，参加百团大战。第二次国共内战期间，担任冀中军区政治部副主任兼组织部部长，晋察冀军区军政干部学校政治部副主任，第十八兵团随营学校政治委员，参与太原战役。中华人民共和国成立后，担任川北军区政治部主任，第四海军学校政治委员，华东军区海军政治部副主任，海军政治学校校长，中国人民解放军海军军事检察院检察长，海军后勤部副政治委员。1955年，授予少将军衔。二级八一勋章，一级独立自由勋章，一级解放勋章。著有回忆录《老骥忆风烟》、诗集《老骥吟——吴西诗词选》。 